# Cuphea strigulosa
Cuphea strigulosa är en fackelblomsväxtart som beskrevs av Carl Sigismund Kunth. Cuphea strigulosa ingår i släktet blossblommor, och familjen fackelblomsväxter. Inga underarter finns listade i Catalogue of Life.